# Миронівка (Шосткинський район)
Миро́нівка — село в Україні, у Шосткинській міській громаді Шосткинського району Сумської області. Населення становить 1117 осіб. Колишній орган місцевого самоврядування — Миронівська сільська рада.

## Географія
Село Миронівка розташоване за 10 км від райцентру міста Шостка, примикає до сіл Крупець і Шкирманівка. У селі є невелике озеро. Поруч проходить автомобільна дорога Т 1912.

## Символіка
На гербі зображена Кудоярова гора жовтого кольору з двома лезами коси, що символізує сіножаті на місці яких утворилося село. Палаюче гарматне ядро і схрещенні гармати як і чорний колір символізують виготовлення чорного пороху.

## Історія та легенди про виникнення
На початку XVII ст. басейн р. Десна захоплюють польські феодали. Місцеве населення рятується від тяжкої, жорстокої експлуатації втечами на вільні, менш залежні землі Сіверщини. Так на Поліссі, серед лісів, річок, боліт і луків виникає не одне нове поселення, серед них і село Миронівка. Засноване на козацьких сінокосах навколо великого джерельного болотища.
Населення займалося сільськогосподарським виробництвом, мисливством, рибальством. На берегах річок Шостка, Івотка було багато селітри, тут випалювали вугілля з дерев і виробляли чорний порох («крупку»), за яким припливали по річках, навіть, запорозькі козаки.
Із переказів старожилів, що передавались від покоління до покоління, відомо про те, як з'явилось село та його назва.
До 1718 р. біля невеликого озера з'явилось поселення із 5 дворів. Першим поселився козак Мирон, потім Єросі, третій якийсь Москаль, прийшов аж із Московії, четвертий був із Орла, п'ятий невідомо хто і звідки.
У 1718 р. землі Сіверщини входили вже в склад Московської держави. Цар Петро I здійснював перепис населення. По всіх містечках і хуторах ходили комісії, прийшла комісія і в цей хутір. Зібрали домогосподарів і почали питати, хто ж тут побудував перший хату. Відповів Мирон: «Я побудував перший».
Комісія записала, що прізвище його буде Мироненко, тому що ім'я Мирон і хутір буде називатися Миронівка. Другий Єросі прізвище Єрошенко, третій Москаль, то — Москаленко, четвертий із Орла — прізвище Орел. П'ятий домогосподар не був присутній під час перепису, бо він жив далі від інших в лісі, на галявині. Комісія сказала: «Передайте п'ятому, що його прізвище буде Полевик». Так і з'явився, вже офіційно, населений пункт Миронівка.
Протягом XVIII—XIX ст. села розвивалися дуже повільно. Як згадував у своїй праці «Село Локотки (Глухівського повіту)» І.Танський, яка була вміщена в «Записки Черниговского губернського статистического комитета» (кн. Л. Чернігів, 1866): "До Локотського приходу тоді відносились хутір Миронівка (48 дворів), та Крупець (32 подвір'я). Поселення Шкирманівка тоді було розташовано далі в лісах і чомусь не згадувалось. Жили в селах бідно: в дерев'яних рублених невеликих будинках під солом'яним дахом з глиняною долівкою. У хаті була піч, ліжанка, стіл, лавки, настіл — нари. Освітлення було від лучини або каганця.
У 1880-ті роки в селі Миронівка була побудована церква (за деякими даними у 1887 р. за іншими — у 1897 р). Це була церква Казанської ікони Божої Матері — звідси і престольне свято в селі — 4 листопада — Казанська. В 1933 році церкву закривають й починають поступово розбирати. Частину матеріалів використовують для будівництва сільського клубу, частину — на будівництво школи. Будівництво цих об'єктів було завершено у повоєнні роки.
Ляшенко Т. М., Фольклорна практика, 2002—2003 рр.

## Населення
Згідно з переписом УРСР 1989 року чисельність наявного населення села становила 1875 осіб, з яких 815 чоловіків та 1060 жінок.
За переписом населення України 2001 року в селі мешкало 1086 осіб.

### Мова
Розподіл населення за рідною мовою за даними перепису 2001 року:
| Мова       | Кількість | Відсоток |
| ---------- | --------- | -------- |
| українська | 1025      | 91.76%   |
| російська  | 92        | 8.24%    |
| Усього     | 1117      | 100%     |

## Місцевості біля села
- Кудоярова гора — унікальна, округлена гора, має потужній осадовий чохол, розташована поблизу річки Івотка, на якій нібито розбійник Кудояр заховав великий скарб зі скарбами відомості про такі схованки відомі з часів Івана Грозного, за часів якого і жив Кудояр.
- Галоє — в минулому невеличке лісове озеро, льодовикового походження. Нині — болото, яке під час сухого літа пересихає. Згідно з легендою тут загинув капітан Миронов під час Північної війни, на честь якого і названо село Миронівка.
- Гута — рівнинна місцевість на околиці, де в давнину був хутір скловарів, які виготовляли гутове скло. За словами старожилів тут були скловарні, оскільки поверхня містить значні піщані відклади. Нині залишилось декілька могил, плодові дерева та розвалини.
- Волока — урочище Велика Волока — так називалась ділянка землі громади. Це були лани по 16-21 га / згідно з «Уставу на волоки» 1557 р.- виданого литовським урядом/.
- Балган — лісовий ландшафт з невеличким ставком, поблизу якого розміщене лісництво. Балганом називали пристрій для розпилювання лісу, інші твердять, що назва походить від слова «балаган» — шатро для спалювання лісу і отримання дерев'яного вугілля.
- Вершина — невеличке природне підняття на якій раніше знаходилася садиба поміщика Шкирмана. На території садиби був старовинний завод по виробництву пороху, ще до появи Шосткинського порохового заводу /кінець 17 початок 18 ст./ Нині це мальовнича лісова місцевість.
- Криниця — знижена місцевість; цілюще джерело, яке утворилося у руслі невеликої річки Борщавець. Вода навіяна надприродними духовними силами і вважається святою. Щороку на Маковія криниця освячується і є місцем народного гуляння.

## Сьогодення
В 1990 р. на ділянці поля між селами Крупець і Миронівка розпочинається будівництво нової школи. Роботи вів трест «Шостхімбуд». велику допомогу надав радгосп, на чолі з директором Авдєєнком В.І Першого вересня 1994 року настало велике свято для мешканців Миронівки, Крупця, Шкирманівки — урочисте відкриття нової школи.
В 1998 році в школі відкрито Історико — краєзнавчий музей сіл Миронівської сільської ради та 6-ї Гвардійської дивізії, що визволяла край від нацистських загарбників.
2000 рік — за високі показники у вихованні підростаючого покоління, колектив Миронівської школи занесено на районну Дошку пошани.
У 2005 році газифікується село Миронівна, в 2006 р.– Крупець, на початку 2007 року — село Шкирманівка. У 2006 році будується дорога з твердим покриттям до села Шкирманівки.
У 2009 році в Миронівському НВК відкривається ще один музей — Музей льону і ткацтва.
З історико-краєзнавчого музею у 2009 році відокремлюється Куточок хліба — присвячений нелегкій праці земляків-хліборобів.
26 вересня 2010 року над Миронівкою вперше за дясятки років пролунав церковний передзвін, що ознаменував урочисте освячення новоствореного Храму на честь Ікони Казанскої Божої Матері. Сільська громада, депутати сільської ради вирішили переобладнати під приходську церкву приміщення колишньої контори радгоспу «Зоря». Місцеві жителі разом з настоятелем церкви Ігорем Драбочуком та прихожанами Собору Пресвятої Богородиці, що розташована в Куйбишевському мікрорайоні міста Шостка, наполегливо працювали над реретворенням будівлі, фінансову допомогу надали місцеві підприємеці. Божественну літургію очолив архієпископ Глухівський і Конотопський Лука, який і запалив у цій церкві першу свічку. Відкритгя церкви стало знаковою подією для мешканців Миронівки, Крупця та Шкирманівки.

## Економіка
На території сільської ради розташовано 956 особистих господарств, з яких 232 господарства розташовані у багатоповерхових будинках.
На території сільської ради є сімейна амбулаторія, будинок культури, бібліотека, 9 магазинів, 7,5 км вуличного водопроводу, 18 км доріг, із них 8 км доріг із твердим покриттям.
Розташовані 3 приватні підприємства: п/п «Поліс», п/п «Салют», п/п «Родник», Миронівське лісництво — 2789 га., де лісничим працює випускник Миронівської школи, Пищик Олександр Анатолійович.
Всіх земель — 6368 га, із них 155 га — землі запасу, 309 га — земель резерву, у громадян — 346 га, розпайовано — 1536 га. Видано сертифікатів — 425, замість сертифікатів видано державних актів — 293. Землі знаходяться в оренді Українсько-голландській компанії.

## Культура
Наші односельці не можуть жити без пісні. І тому у селі у 1980 році, завдяки ентузіазму Іванченко Ольги Василівни, Довбиш Олени Володимирівни, Радченко Валентини, Черкай Зінаїди, Орел Валентини, Пищик Наталії та інших — з'явився ансамбль автохтонного співу, який назвали «Криниченька». Різні часи переживав ансамбль у своїй діяльності; і піднесення, і спаду, але завжди його активні учасники прагнули щоб він продовжував існувати. Наші жінки виступають на всіх святах у селі; їх запрошують і на всі свята в районі. Ансамбль здобув право називатися «Народний фольклорний ансамбль». Його учасники, їздили до Києва, де брали участь у звіті Сумської області «Таланти твої, Україно!» у 2001 році, а Довбиш Олени Володимирівни — найстарша учасниця ансамблю, отримала звання лауреата II Всеукраїнського конкурсу «Золотий голос України». Побувала «Криниченька» зі своїми піснями в різних містах і селах України. Брали участь, під час проведення року України в Росії, у Міжнародному фольклорному святі «На землі Бояна» в м Трубчевську Брянської області, де отримали звання лауреата та премію Бояна. Нагороджені дипломом лауреата IV Міжнародного фестивалю «Хотмижська осінь» в м. Білгороді (Росія) — 2003 р. Брали участь у фестивалях у Кролевці, Луцьку, Чернівцях та багатьох інших містах. Жодне свято в районі і в м. Шостка не проходить без участі ансамблю «Криниченька»